# Peter Benson
Peter Eric Benson, född 9 december 1973 i Hammarby församling i Stockholms län, är en svensk ekonomijournalist som sedan 2020 är chefredaktör och ansvarig utgivare för veckomagasinet Affärsvärlden.
Benson leder podcasten Affärsvärlden Analys som sedan April 2016 har producerat 140 avsnitt (2024).
Benson ledde Svenska Dagbladets analystjänsten Börsplus. När Börsplus tog över Affärsvärlden 2020 blev Benson tidningens chefredaktör och ansvarig utgivare.
Benson är kritisk mot ESG och menar dels att det inte finns någon enhetlig måttstock för vad som är bra och dåligt,:36m50s och dels att det leder till att ansvariga bolag säljer innehav till den minst ansvarskännande ägaren som är minst känslig för social kritik.:44m36s

## Priser och utmärkelser
Benson utsågs 2022 av Financial Hearings till Sveriges bästa ekonomijournalist, ett pris som delades med Ulf Petersson på Dagens industri. Benson delade även priset i kategorin Strategi och makro med Dagens industris Henrik Mitelman.